# Domein Oudenhoven

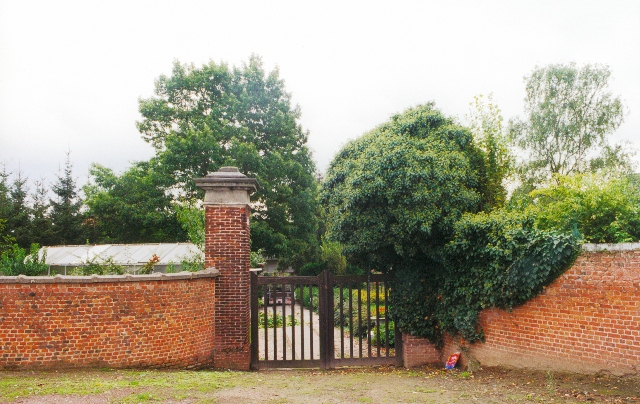
Toegangshek naar het Domein Oudenhoven

Het Domein Oudenhoven is een voormalig kasteeldomein in de Vlaams-Brabantse plaats Boortmeerbeek, gelegen aan de Audenhovenlaan 9.

## Geschiedenis
Op de Ferrariskaarten en op een kaart van 1771 werd het het Casteel van Audenhoven afgebeeld, bestaande uit twee rechthoekige eilandjes die ooit wellicht een opperhof-neerhofsysteem hebben gevormd.
In 1817 werd het goed gekocht door Catherine Lapostole die weduwe was van ridder François de Wargny. In 1820 was van de grachten om de eilandjes al geen sprake meer en er stond een rechthoekig gebouw in classicistische stijl dat in 1948 werd afgebroken. Het goed werd vermeld als lusthof en omvatte ook enkele dienstgebouwen.
In 1857 werd op de plaats van de dienstgebouwen een villa opgericht. Na afbraak van het kasteel bleef enkel de villa bewaard. Van het park bleef een serpentinevijver, resten van het toegangshek en een brugje bewaard.